# Eugène Rixen
Eugène Lambert Adrian Rixen (ur. 3 lipca 1944 w Kelmis) – belgijski duchowny rzymskokatolicki, biskup pomocniczy Assis w latach 1996–1998, biskup diecezjalny Goiás w latach 1998–2020, administrator apostolski prałatury terytorialnej São Félix w latach 2011–2012, od 2020 biskup senior diecezji Goiás.

## Życiorys
Eugène Lambert Adrian Rixen urodził się 3 lipca 1944 w Kelmis w prowincji Liège. Święcenia prezbiteratu przyjął 26 czerwca 1970.
30 listopada 1995 papież Jan Paweł II prekonizował go biskupem pomocniczym Assis ze stolicą tytularną Tabbora. 25 lutego 1996 otrzymał święcenia biskupie w katedrze Matki Bożej z Aparecidy w Araçatuba. Głównym  konsekratorem był José Carlos Castanho de Almeida – biskup diecezjalny Araçatuba, któremu asystowali Antônio de Souza, biskup diecezjalny Assis i Antônio Maria Mucciolo, arcybiskup metropolita Botucatu.
2 grudnia 1998 papież mianował go biskupem diecezjalnym Goiás. 27 maja 2020 papież Franciszek przyjął jego rezygnację z obowiązków biskupa diecezjalnego Goiás.
21 września 2011 papież Benedykt XVI mianował go administrator apostolski sede vacante prałatury terytorialnej São Félix (do 21 marca 2012).